# Majestätsbrev
Majestätsbrev (tyska: Majestätsbrief) var tysk-romerska kejsarurkunder, som tillförsäkrade undersåtarna fri- och rättigheter. 
Mest bekant är kejsar Rudolf II:s majestätsbrev av den 11 juli 1609, som gav Böhmens protestantiska ständer rätt att bland annat anställa 30 "defensorer" för att skydda sin religion samt att uppföra kyrkor och skolor. Omfattningen av det sistnämnda tolkades snart olika av protestanter och katoliker, och denna meningsstrid ledde slutligen, år 1618, till utbrottet av Trettioåriga kriget. Efter det böhmiska nederlaget vid Vita berget vid Prag år 1620 skar kejsaren Ferdinand II sönder urkunden för egen hand.